# Siegbert Morscher

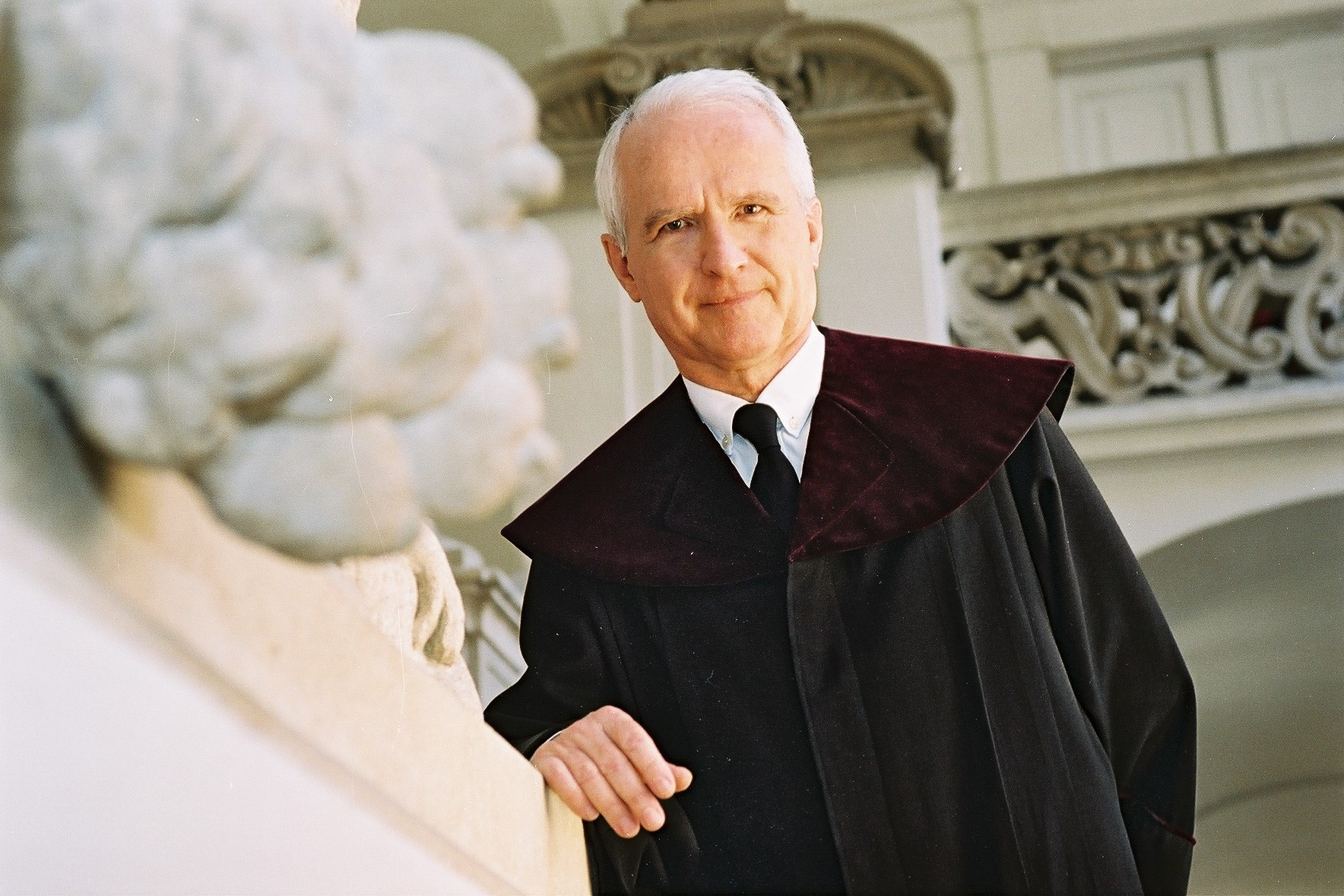
Siegbert Morscher als Verfassungsrichter im Talar (2003)

Siegbert Morscher (* 29. April 1939 in Bludenz) ist ein österreichischer Jurist, emeritierter Universitätsprofessor und ehemaliger Verfassungsrichter. Morscher war von 1982 bis 2007 Professor für Öffentliches Recht am Institut für Öffentliches Recht, Staats- und Verwaltungslehre der Universität Innsbruck und von 1988 bis 2004 Richter am österreichischen Verfassungsgerichtshof.

## Ausbildung
Siegbert Morscher wurde am 29. April 1939 in der Vorarlberger Bezirkshauptstadt Bludenz geboren. Er besuchte in seiner Heimatstadt das Bundesrealgymnasium Bludenz, wo er im Jahr 1958 die Matura ablegte. Anschließend daran studierte Morscher Rechtswissenschaften an der Universität Innsbruck und wurde dort 1963 zum Doktor der Rechtswissenschaften (Dr. iur.) promoviert. Noch im selben Jahr absolvierte er die Gerichtspraxis.

## Beruflicher Werdegang
Die erste berufliche Anstellung führte Morscher an den österreichischen Verwaltungsgerichtshof in Wien, wo er im Jahr 1964 unter anderem im Evidenzbüro tätig war. 1965 kehrte er an die Universität Innsbruck zurück, um am Institut für Öffentliches Recht, Staats- und Verwaltungslehre Universitätsassistent zu werden. Im Jahr 1966 ging Siegbert Morscher abermals für Anstellung nach Wien, als er dem Innsbrucker Universitätsprofessor Hans Klecatsky, der in der Bundesregierung Klaus II zum Justizminister ernannt worden war, ins Bundesministerium für Justiz folgte und dort während dessen Amtsperiode bis 1970 als Präsidialsekretär tätig war.
1972 habilitierte Morscher sich mit der Habilitationsschrift zum Thema „Die parlamentarische Interpellation“ an der Universität Innsbruck. Ein Jahr darauf, im Jahr 1973, wurde er von seiner Heimatuniversität zum Außerordentlichen Universitätsprofessor für Staatsrecht, Verwaltungsrecht und Regierungslehre bestellt. Zehn Jahre später erlangte Morscher 1983 den Status eines Ordentlichen Universitätsprofessors für Öffentliches Recht am Institut für Öffentliches Recht, Staats- und Verwaltungslehre der Universität Innsbruck.
Im Jahr 1988 wurde Siegbert Morscher in der Amtszeit der Bundesregierung Vranitzky II von Bundespräsident Kurt Waldheim zum Richter am Verfassungsgerichtshof ernannt. Während seiner 16-jährigen Amtszeit als Verfassungsrichter wurde Morscher mehrfach zum ständigen Referenten gewählt und nahm daneben auch seine Lehrverpflichtung an der Universität Innsbruck weiter wahr. Im Jahr 2004 schied Siegbert Morscher aus privaten Gründen fünf Jahre vor seinem altersmäßig durch die Verfassung vorgesehenen Ausscheiden aus dem Verfassungsgerichtshof aus. An der Universität Innsbruck wurde Morscher als Professor im Jahr 2007 emeritiert.
Siegbert Morschers Bruder Edgar Morscher war seit 1979 als ordentlicher Universitätsprofessor für Philosophie an der Universität Salzburg tätig.

## Auszeichnungen
- 1984: Ehrenmitglied der katholischen Studentenverbindung AV Vindelicia Innsbruck im ÖCV.
- 1999: Großes Goldenes Ehrenzeichen für Verdienste um die Republik Österreich[5]

## Veröffentlichungen (Auswahl)
- Die parlamentarische Interpellation  (= Schriften zum öffentlichen Recht. Bd. 208). Duncker & Humblot, Berlin 1973, ISBN 3-428-02865-1.
- Südtirols Verwaltung 1975. Verwaltungs-, rechts- und politikwissenschaftliche Bemerkungen zu einem komplexen Gegenstand (= Schriften zur Verwaltungswissenschaft. Bd. 1). Duncker & Humblot, Berlin 1975, ISBN 3-428-03426-0.
- Rechtliche Probleme bei der Schaffung innerstaatlicher grenzüberschreitender Einrichtungen und Organe durch die österreichischen Bundesländer (= Schriftenreihe des Instituts für Föderalismusforschung. Bd. 8). Braumüller, Wien 1978, ISBN 3-7003-0182-0.
- Die politischen Kontrollbefugnisse des Vorarlberger Landtages (= Veröffentlichungen der Universität Innsbruck. Bd. 119). Braumüller, Wien 1979, ISBN 3-7003-0213-4.
- Land und Provinz. Vergleich der Befugnisse der autonomen Provinz Bozen mit den Kompetenzen der österreichischen Bundesländer (= Schriftenreihe des Instituts für Föderalismusforschung. Bd. 11). Braumüller, Wien 1981, ISBN 3-7003-0282-7.
- (mit Christian Smekal): Kommunale Unternehmungen zwischen Eigenwirtschaftlichkeit und öffentlichem Auftrag (= Schriftenreihe für Kommunalpolitik und Kommunalwissenschaft. Bd. 8). Österreichischer Wirtschaftsverlag, Wien 1982, ISBN 3-85212-026-8.
- Das Abgabenrecht als Lenkungsinstrument der Gesellschaft und Wirtschaft und seine Schranken in den Grundrechten. Gutachten. Manz, Wien 1982, ISBN 3-214-06410-X.
- (Hrsg.): Föderalistische Sozialpolitik (= Schriftenreihe des Instituts für Föderalismusforschung. Bd. 31). Braumüller, Wien 1983, ISBN 3-7003-0519-2.
- (Hrsg.): Die Geschäftsordnungen des konstituierenden Reichstages 1848/1849 (= Veröffentlichungen der Universität Innsbruck. Bd. 144). Sundt, Innsbruck 1984.
- Die Gewerbekompetenz des Bundes (= Schriftenreihe des Instituts für Föderalismusforschung. Bd. 39). Braumüller, Wien 1987, ISBN 3-7003-0810-1.
- Der Schutz der persönlichen Freiheit in Österreich. Manz, Wien 1990, ISBN 3-214-06097-X.
- (Bearb.): Tirol (= Das Verfassungsrecht der österreichischen Bundesländer. Bd. 7). Verlag der Österreichischen Staatsdruckerei, Wien 1991.